# Elogio del amor
Elogio del amor (en francés: Éloge de l'amour) es una película de drama experimental francesa-suiza de 2001 escrita y dirigida por Jean-Luc Godard. La película fue filmado por Julien Hirsch y Christophe Pollock en blanco y negro y en color. Godard ha dicho que "una película debe tener un principio, un medio y un final, pero no necesariamente en ese orden". Este aforismo está ilustrado por Elogio del amor (Éloge de l'amour), que invierte el orden del pasado y el presente.
En Elogio del amor polarizó a los críticos de cine. Si bien algunos críticos destacados fueron muy negativos con respecto al trabajo, otros la consideran una de las mejores películas de su década.

## Argumento
La primera mitad de la película, filmada en blanco y negro, sigue a un hombre llamado Edgar que está trabajando en un "proyecto" indefinido sobre lo que él considera las cuatro etapas del amor: encuentro, pasión física, separación y reconciliación, involucrando a las personas. en tres etapas diferentes de la vida: juventud, adultez y vejez. Edgar sigue hojeando las páginas de un libro vacío, mirando fijamente como si esperara que aparecieran las palabras. No está seguro de si el proyecto debe ser una novela, una obra de teatro, una ópera o una película. En París, entrevista a participantes potenciales de todos los ámbitos de la vida (incluidas aquellas personas a las que Víctor Hugo denominó los miserables, a quienes Edgar considera importantes para el proyecto), pero siempre está insatisfecho. La persona que Edgar realmente quiere es alguien que conoció hace dos años, una mujer que "se atrevió a decir lo que piensa". A instancias de su patrocinador financiero, el Sr. Rosenthal, un comerciante de arte cuyo padre una vez fue dueño de una galería con el abuelo de Edgar, Edgar rastrea a la mujer, llamada Berthe, donde trabaja de noche limpiando vagones de pasajeros en un depósito ferroviario. Berthe recuerda a Edgar (y se maravilla de su memoria) pero enfáticamente no quiere involucrarse en su proyecto. Tiene varios trabajos y también cuida a su hijo de tres años. Edgar continúa entrevistando a personas, para su continuo descontento. Es capaz de visualizar las etapas de la juventud y la vejez, pero sigue teniendo problemas con la edad adulta.
Edgar se encuentra con Berthe en una conferencia en una librería parisina del periodista estadounidense expatriado Mark Hunter sobre la guerra de Kosovo. Edgar insiste en decirle a Berthe que Hunter es un ejemplo de "buen estadounidense". Luego, los dos vagan por la ciudad de los letreros y monumentos, hablando durante la noche y hasta el día siguiente, y finalmente se detienen en una planta de Renault abandonada, donde contemplan el colapso del movimiento obrero. Se separan y luego Berthe habla con Edgar por teléfono; hablan de cuando se conocieron y ella le pregunta por qué ha dejado de hablar de su proyecto. Terminan la conversación con un aire de finalidad. Edgar visita un refugio para personas sin hogar y selecciona a un hombre que duerme en una de las camas. En un momento tierno pero breve, Edgar dirige a dos jóvenes, a quienes antes les había asignado los papeles de Perceval y su amada Eglantine, para que bañen al hombre en una ducha. El Sr. Rosenthal está allí para presenciar la escena, pero el estado del "proyecto" no está claro. En la escena final de la sección en blanco y negro, Edgar se encuentra con un hombre que tiene noticias para él sobre Berthe.
La segunda sección de la película está filmada en video DV con color sobresaturado. Un intertítulo anuncia que es dos años antes. Edgar llega a Bretaña y se encuentra con el mismo hombre que acaba de ver al final de la primera parte. El hombre, un ministro de cultura de la zona, está allí para llevar a Edgar a conocer a Jean Lacouture, a quien Edgar entrevista sobre el papel de los católicos en la Resistencia francesa, en relación con una cantata que está escribiendo para Simone Weil. Este encuentro lleva a Edgar a conocer a una pareja de ancianos que luchó en la Resistencia y han estado juntos desde entonces. La pareja se reunirá con delegados del Departamento de Estado estadounidense que están ayudando a negociar un acuerdo en nombre de "Spielberg Associates". La compañía quiere comprar los derechos de la historia de la pareja para una película escrita por William Styron y protagonizada por Juliette Binoche. La nieta de la pareja, que se está formando para ser abogada, está tratando de sacarlos del contrato, ya que temen que los hayan estafado. La nieta es Berthe, y ahí es cuando ella y Edgar se conocen por primera vez. Berthe intenta anular el contrato argumentando que los signatarios no son miembros de una nación definida, refiriéndose a sí mismos simplemente como "estadounidenses", cuando "América" es un término que abarca dos continentes con muchos países, pero es un esfuerzo inútil.
Después de pasar tiempo con Berthe, Edgar toma el tren de regreso a París y reflexiona sobre sus encuentros. Cuando piensas en algo ("de quelque escogió"), reflexiona, siempre estás pensando en otra cosa. Si ve un paisaje que es nuevo para usted, por ejemplo, lo está comparando con un paisaje que ya conoce. Lo que Edgar no puede saber es lo que le espera en el futuro, sobre lo que se le informa al final de la primera parte de la película: que Berthe se suicida.

## Reparto
- Bruno Putzulu como Edgar
- Cecile Camp como Elle (Berthe Samuel)
- Jean Davy como Abuelo
- Françoise Verny como Abuela
- Audrey Klebaner como Eglantine
- Jérémie Lippmann como Perceval
- Claude Baignières como El Sr. Rosenthal
- Remo Forlani como Mayor Forlani
- Mark Hunter como Periodista estadounidense
- Jean Lacouture como Él mismo (historiador)
- Bruno Mesrine como Mago
- Philippe Loyrette como Philippe, asistente de Edgar
- Marie Desgranges como Mujer en un banco
- Jean-Luc Godard como Hombre en un banco

## Recepción

### Respuesta crítica
El agregador de reseñas Rotten Tomatoes informó que el 52% de los principales críticos dieron a la película reseñas positivas, según 72 reseñas, con una puntuación media de 5,90/10. El consenso crítico del sitio web dice: "Jean-Luc Godard sigue siendo un cineasta desafiante con una ambición admirable, pero Elogio del amor es demasiado indulgente consigo mismo y carente de placer estilístico para involucrarse más allá de los fanáticos más pacientes del autor". Metacritic informó que la película obtuvo una puntuación promedio de 62 sobre 100, según 31 reseñas. El crítico de cine de The New York Times , AO Scott, aunque elogió la película, también encontró polémico su contenido antiestadounidense. Escribió: "Elogio del amor, hay que decirlo, es la característica más elegante y coherente que ha hecho desde mediados de la década de 1980. Su dominio visual, de las sombras aterciopeladas de la película de 35 milímetros en blanco y negro y los tonos gruesos y sobresaturados del video digital, aún tiene el poder de asombrar, y su elegante melancolía sigue siendo seductora. Pero para continuar con la analogía del cuaderno, la prosa decorosa, la caligrafía elegante y el papel impresionante no pueden disimular la banalidad de lo que está escrito". Film Comment la nombró una de las 50 mejores películas de la década (años 2000).
El crítico de cine Charles Taylor criticó a Godard por "hablar de que los estadounidenses no tienen historias propias, ni pasado propio (afirma que ni siquiera tenemos un nombre)". y cuestionó "¿Cómo puede un hombre que, junto con sus colegas en la nueva ola francesa, hizo más que nadie para alertar a Estados Unidos sobre el arte de sus películas, el arte que siempre dimos por sentado, de repente dar la vuelta y proclamar que toda la cultura no tiene valor?. El crítico de cine Roger Ebert, quien le dio a la película una de cuatro estrellas, discrepó sobre las escenas de la película en las que Godard acusa al cineasta Steven Spielberg de nunca pagarle a Emilie Schindler por sus contribuciones a su película de 1993 La lista de Schindler y de dejarla empobrecida en Argentina. Ebert escribió: "Uno reflexiona: (1) ¿Godard, habiéndola utilizado también, le ha enviado algún dinero? (2) ¿Ha hecho Godard o cualquier otro director vivo o muerto más que Spielberg, con su Proyecto Holocausto, para honrar y preservar el recuerdos de los sobrevivientes?". La afirmación de que Emilie Schindler vivía en la pobreza también fue cuestionada por Thomas Keneally, autor de El arca de Schindler, quien verificó que él mismo le había enviado un cheque.
Richard Brody de The New Yorker declaró Elogio del amor la mejor película de la década de 2000, afirmando que es "una de las historias de amor más inusuales, trémulas y discretas, así como la historia del amor mismo; la tercera primera película de Godard, por lo tanto, una especie de renacimiento del cine". El crítico de cine japonés Shigehiko Hasumi también incluyó la película como una de las mejores de la década, y fue votada como una de las treinta mejores películas de la década de 2000 en una encuesta del British Film Institute para Sight & Sound.

### Reconocimientos
Victorias
- Festival Internacional de Cine de Valladolid: Premio Especial del Jurado, Jean-Luc Godard; Atado con Va savoir ; 2001.
- Festival de Cine Fajr: Crystal Simorgh, Competencia Internacional: Mejor Película, Jean-Luc Godard; 2002.

Nominaciones
- Festival de Cine de Cannes: Palma de Oro, Jean-Luc Godard; 2001.[12]
- Festival Internacional de Cine de Valladolid: Espiga de Oro, Jean-Luc Godard; 2001.
- Premio de Cine Suizo: Premio de Cine Suizo, Mejor Película (Bester Spielfilm), Jean-Luc Godard; 2002.